# Ilija Nestorovski
Ilija Nestorovski (makedonska: Илија Несторовски), född 12 mars 1990 i Prilep, är en makedonsk fotbollsspelare som spelar för Ascoli. Han representerar även det nordmakedonska landslaget.

## Karriär
Den 29 augusti 2023 värvades Nestorovski av Ascoli, där han skrev på ett tvåårskontrakt.